# Yushu (Changchun)
Koordinaten: 44° 50′ N, 126° 33′ O
Yushu (chinesisch 榆树市, Pinyin Yúshù Shì) ist eine kreisfreie Stadt in der Provinz Jilin im Nordosten der Volksrepublik China. Sie gehört zum Verwaltungsgebiet der Unterprovinzstadt Changchun, der Provinzhauptstadt. Yushu hat eine Fläche von 4.724 km² und zählt 1.160.568 Einwohner (Stand: Zensus 2010).